# Аристид
Аристи́д (др.-греч. Ἀριστείδης; ок. 530 — 467 до н. э.) — афинский государственный деятель, полководец периода греко-персидских войн (500—449 годов до н. э.).
Свою политическую деятельность Аристид начал, будучи сторонником реформатора Клисфена из рода Алкмеонидов. Позже он отошёл от группировки Алкмеонидов и занял позицию политика вне группировок — позицию уникальную, отличавшую его от всех остальных государственных деятелей его времени. Причиной восхищённого удивления современников была справедливость Аристида — он всегда ставил общегосударственные интересы выше личных и групповых.
Назначенный одним из десяти афинских стратегов, он отличился в битве при Марафоне. Год спустя Аристида избрали архонтом-эпонимом, однако из-за интриг Фемистокла, стремившегося преобразовать Афины в морскую державу и опасавшегося его соперничества, Аристид подвергся остракизму в 482 году до н. э. и уехал на Эгину. Два года спустя, в связи с нашествием Ксеркса на Грецию, Аристид в числе прочих изгнанников был досрочно возвращён. Отложив все свои конфликты с Фемистоклом, он выразил готовность служить под его началом и деятельно включился в борьбу с персами. Он участвовал в битве при Саламине: занял остров Пситталею, очистив его от персидского гарнизона, а в ходе битвы уничтожал или брал в плен пытавшихся спастись персов.
Ближайшие годы после Саламина стали пиком всей карьеры Аристида. Год спустя он был избран стратегом, причём его рассматривали не как рядового члена этой коллегии, а как самого авторитетного полководца и политика. Он на некоторое время стал первым лицом в Афинах. В битве при Платеях, покончившей с персидским вторжением в Грецию, он командовал афинским отрядом. В 478 году до н. э. Аристид командовал афинским флотом в Эгейском море. По инициативе Аристида и под его руководством Афины создали мощное военно-политическое объединение — Делосский союз, впоследствии преобразованный в Афинскую морскую державу. На долгое время Афинская держава стала одним из ведущих центров силы в Греции.
После 478 года до н. э. Аристид отошёл от активной политической деятельности. Он был одним из немногих афинских политиков, которые в последние годы жизни не впали в немилость демосу. Умер в 467 году до н. э., был похоронен за государственный счёт.

## Ранние годы. Происхождение
Аристид родился в Афинах во второй половине VI века до н. э. Более точная дата может быть установлена исходя из даты рождения Фемистокла. Фемистокл родился около 524 года до н. э., так как известно, что он в 492 году до н. э. занимал должность архонта-эпонима, а эту должность могли занимать лица не моложе 30 лет. Как считается, Аристид был на несколько лет старше Фемистокла. Предполагают, что он родился около 530 года до н. э. Непот писал, что Аристид был «почти ровесником» Фемистокла. Плутарх указывал, что они воспитывались вместе. Таким образом, Аристид родился в период между 530 и 525 годами до н. э.
Аристид был приписан к дему Алопека, находящемуся к югу от Афин и входящему в филу Антиохиды. Это был один из самых престижных регионов Афинского государства. В нём находились резиденции двух аристократических родов — Алкмеонидов и Кериков. Аристид находился в родстве с Кериками. Плутарх пишет, что Каллий, сын Гиппоника, был двоюродным братом Аристида. Следовательно, у них был общий дед — Каллий, сын Фениппа. У него был сын Гиппоник Аммон и три дочери. Есть предположение, что матерью Аристида была одна из дочерей Каллия. Таким образом, Аристид происходил по материнской линии из Кериков.
Относительно достатка Аристида известно мало достоверного. В античных источниках упоминается о бедности Аристида. Этот мотив, ещё не имевший места в трудах Геродота, Фукидида, Аристотеля, Демосфена, к концу IV века до н. э. приобретает распространение. Деметрий Фалерский выступил с аргументированной критикой тезиса о бедности Аристида. В дальнейшем мотив бедности становится всё более популярным и обрастает некоторыми подробностями. Однако Аристид не был бедняком, так как не мог бы тогда занять пост архонта-эпонима, на который допускались лица с определённым имущественным цензом. Скорее всего, статус Аристида был не ниже всаднического, второго слоя афинских граждан начиная с самых богатых.

## Начало политической деятельности
Плутарх сообщил, что «Аристид был приверженцем Клисфена», не вдаваясь в подробности. Очевидно, Аристид начинал свою деятельность, состоя в группировке Алкмеонидов и входя в окружение Клисфена. Осуществлённые Клисфеном нововведения сделали Афины демократией (др.-греч. δημοκρατία). Также им был введён остракизм — изгнание из города путём голосования выдающихся граждан, которые угрожали демократии.
Но уже к 490 году до н. э. Аристид вышел из «партии» Алкмеонидов и занял позицию политика вне группировок. При этом он не изолировался от других участников политической борьбы, но занимал равноудалённое положение по отношению ко всем политическим силам Афин. Он был открыт для диалога или сотрудничества с другим политиком, но лишь в тех случаях, когда видел, что это будет на благо Афинам. Именно это и было причиной восхищения современников.
Уже в это время начинается вражда Аристида и Фемистокла. Плутарх, со ссылкой на философа Аристона, пишет, что вражда Аристида и Фемистокла началась ещё в молодости на почве привязанности обоих к некоему выходцу с острова Кеоса Стесилаю.
В 490 году до н. э. войско персов под командованием Датиса и Артаферна высадилось неподалёку от Афин на равнине под городом Марафон. В том году Аристид был одним из стратегов. В выступившем против персов афинском ополчении он командовал контингентом своей филы Антиохиды. Стратег Мильтиад, знакомый с персидской военной организацией, предлагал другим стратегам свой план битвы, но его выводы натыкались на неуступчивость коллег. Тогда Аристид «присоединился к мнению Мильтиада относительно срока и плана битвы». Затем Аристид уступил ему свой день командования. Этот поступок послужил примером для остальных стратегов, и они также уступили свои дни командования Мильтиаду. В результате он стал единоличным командующим афинского войска.
В Марафонской битве Аристид сражался в гуще боя, в центре боевого строя, на который пришёлся удар персов. Там стояли отряды фил Леонтиды и Антиохиды. Фемистокл, принадлежавший к Леонтиде, и Аристид сражались плечом к плечу. После битвы афиняне увидели, что персы на кораблях плывут к Афинам, огибая побережье Аттики. Тогда Мильтиад приказал немедленно возвращаться в Афины, но не всему войску, а отрядам девяти фил. Десятый отряд, Антиохиды во главе с Аристидом, был оставлен на поле боя для того, чтобы, как писал Плутарх, охранять пленников и добычу. Впрочем, возможна и другая причина. Мильтиад считал эту часть войска ненадёжной, так как она большей частью состояла из представителей рода Алкмениодов, которым приписывали проперсидские настроения, и присутствие которых в городе в виду персидского флота представлялось нежелательным. Аристид выполнил поручение Мильтиада. Хотя добычи было много, Аристид и сам ничего не взял, и другим не позволил.

## Политическая борьба в 480-е годы до н. э.
Поступок Аристида, который привёл в конце концов к победе над персами при Марафоне, способствовал увеличению его известности. На ближайших выборах он был избран архонтом-эпонимом — высшим должностным лицом Афин — на 489/488 год до н. э.
В 489 году до н. э. Мильтиад во главе афинского войска предпринял поход на остров Парос. Военная экспедиция закончилась безрезультатно. По возвращении победитель битвы при Марафоне был обвинён в обмане афинян. В результате он был признан виновным, и на него был наложен штраф в 50 талантов — баснословная по тем временам сумма. Вскоре Мильтиад умер от гнойного воспаления бедра.
После смерти отца Кимон «унаследовал» невыплаченный штраф. Согласно афинскому законодательству, государственные должники подвергались частичной атимии. Им было запрещено участвовать в общественной жизни, занимать государственные посты, выступать в народном собрании и обращаться в суд. Аристид взял Кимона, оказавшегося в весьма затруднительном положении, в некотором роде под своё покровительство. Аристид был его наставником в политике. Он понимал, что Кимон в будущем принесёт большую пользу Афинам.
В 487 году до н. э. была проведена реформа архонтата. В результате её архонты стали избираться по жребию, а не путём голосования. Это привело к уменьшению роли архонтов и Ареопага и увеличению роли стратегов в политической жизни. Главным инициатором реформы был Фемистокл. Предположительно, сторонником этой реформы был и Аристид.
Однажды Аристиду было поручено наблюдение за общественными доходами, и он уличил многих влиятельных лиц, в том числе и Фемистокла, в громадных хищениях. Фемистоклу удалось не только выпутаться из сложившейся ситуации, но и выиграть суд против Аристида, найдя в его отчётах незначительные несоответствия. Афиняне возмутились, и проигравший суд Аристид «Справедливый» вновь был назначен на прежнюю должность. Согласно Плутарху:

«На этот раз, делая вид, будто раскаивается в прежнем своём поведении, он выказал куда большую снисходительность и пришёлся по душе расхитителям казны, которых он теперь не изобличал и не допекал расследованиями, так что они, набив кошельки общественными деньгами, рассыпались в похвалах Аристиду, с немалым рвением убеждая народ переизбрать его ещё раз. Перед самым началом голосования Аристид обратился к афинянам с таким упрёком: „Когда я управлял вами добросовестно и честно, меня опозорили, а теперь, когда я позволил ворам поживиться немалой толикой общественного добра, меня считают отличным гражданином. Но сам я больше стыжусь нынешней чести, чем тогдашнего осуждения, а об вас сожалею: вы охотнее одобряете того, кто угождает негодяям, нежели охраняющего государственную казну“».

Период между битвой при Марафоне и вторжением Ксеркса антиковед Суриков называет эпохой Фемистокла. Заняв антиперсидскую позицию, Фемистокл год за годом набирал силу и оттеснял своих противников. Он предложил афинянам проводить остракизм — изгнание на десять лет выдающихся политиков, угрожавших демократии. Закон об остракизме был принят ещё при Клисфене, но так и не был применён. В 487 году до н. э. был изгнан Гиппарх, сын Харма, глава группировки «друзей тиранов». В 486 году до н. э. — Мегакл, сын Гиппократа, один из виднейших представителей Алкмеонидов, проперсидской группировки. В 485 году до н. э., предположительно, был изгнан Каллий, сын Кратия, двоюродный брат Аристида. В том же году изгнание постигло и Ксантиппа, лидера группировки Алкмеонидов. Таким образом, в изгнание уходили близкие Аристиду политики.
Аристид полагал, что именно сухопутные силы нужно укреплять и развивать. Фемистокл же продолжал свою политику по созданию в Афинах мощного флота. У афинян был обычай делить между собою доходы от серебряных рудников в Лаврионе. Собственником этих рудников было государство. В Афинах после падения тиранов государственное имущество стало считаться собственностью всех граждан. Если после покрытия всех государственных потребностей в кассах оставались значительные суммы, то этот излишек делился между всеми гражданами. Фемистокл предложил направить получаемые средства на постройку кораблей. Предложение было воспринято весьма неоднозначно. Принимая его, каждый афинянин лишался хоть и небольшого, но верного денежного пособия, предоставляемого государством. Готовя корабли для войны с персами, Фемистокл понимал, что афиняне не согласятся с его предложением, так как не считают разбитых под Марафоном варваров серьёзной угрозой. Поэтому он убедил сограждан, что новые корабли и мощный флот необходимы для войны с Эгиной — островом, который вёл непрерывную войну с Афинами.

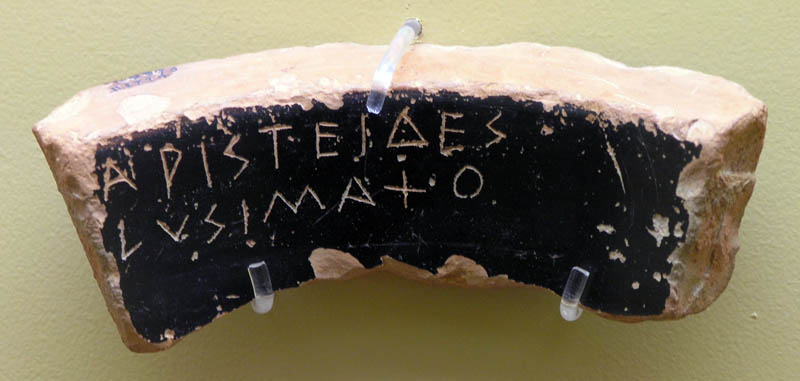
Один из остраконов Аристида

Этим планам противостояла аристократия во главе с Аристидом. Осуществление планов Фемистокла по созданию 200 кораблей привело к увеличению подённой платы, а также удорожанию жизни. Фемистокл, пытаясь дискредитировать справедливого политика, распространял слухи, что он стремится к тирании, так как якобы разбирает и решает дела единолично. Разногласия между двумя «партиями» — аристократической и народной — накалились настолько, что было принято решение вновь провести процедуру остракизма, чтобы восстановить спокойствие в городе. Весной на заседании Народного собрания был поставлен вопрос о проведении новой процедуры остракизма. После того, как было принято решение о проведении этой процедуры, начиналось голосование. Каждый желающий мог написать на черепке имя политика, который казался ему слишком влиятельным. Затем черепки передавались должностным лицам на Агоре и подсчитывались. Если один человек упоминался на остраконах более шести тысяч раз, он изгонялся из Афин на десять лет. При этом остракизм не был наказанием, а, скорее, «профилактической» процедурой, целью которой было недопущение тирании. Во время процедуры голосования, согласно Плутарху, Аристид вновь оправдал своё прозвище «Справедливого»:
Рассказывают, что когда надписывали черепки, какой-то неграмотный, неотёсанный крестьянин протянул Аристиду — первому, кто попался ему навстречу, — черепок и попросил написать имя Аристида. Тот удивился и спросил, не обидел ли его каким-нибудь образом Аристид. „Нет, — ответил крестьянин, — я даже не знаю этого человека“, но мне надоело слышать на каждом шагу „Справедливый“ да „Справедливый“!..» Аристид ничего не ответил, написал своё имя и вернул черепок.
После остракофории Аристид отправился на остров Эгину, который находился недалеко от Аттики и с которого можно видеть Афинский Акрополь. Эгина враждовала с Афинами, но Аристид выбрал её не для того, чтобы показать свою неприязнь к Афинам, а наоборот, из-за своей привязанности к родному городу. Кроме того, в 481 году до н. э. Эгина вступила в Эллинский союз, направленный против Персии, а на Истмийском конгрессе Афины и Эгина заключили перемирие.

## Вторжение персов в Элладу
В 481 году до н. э. Ксеркс направил послов в большинство греческих городов-государств, кроме Афин и Спарты, с требованием «земли и воды». В конце осени 481 года до н. э. в Коринфе состоялось общегреческое собрание. Перед лицом общей опасности на нём был заключён союз и прекращены междоусобные войны. В греческие колонии были отправлены посольства с просьбой о помощи. Технически выполнить постановления общегреческого конгресса было сложно в связи с разрозненностью древних греков, враждебностью между ними и междоусобными войнами.
Всю весну и лето 480 года до н. э. продолжался поход персидской армии по побережью Эгейского моря. Попытка греческого отряда во главе со спартанским царём Леонидом преградить персидскому войску путь в Фермопильское ущелье окончилась неудачей. Персы прорвались в центральную Грецию. Греческий флот, встретивший персидские корабли у мыса Артемисия, вынужден был отойти к югу и встал у западного побережья Аттики.

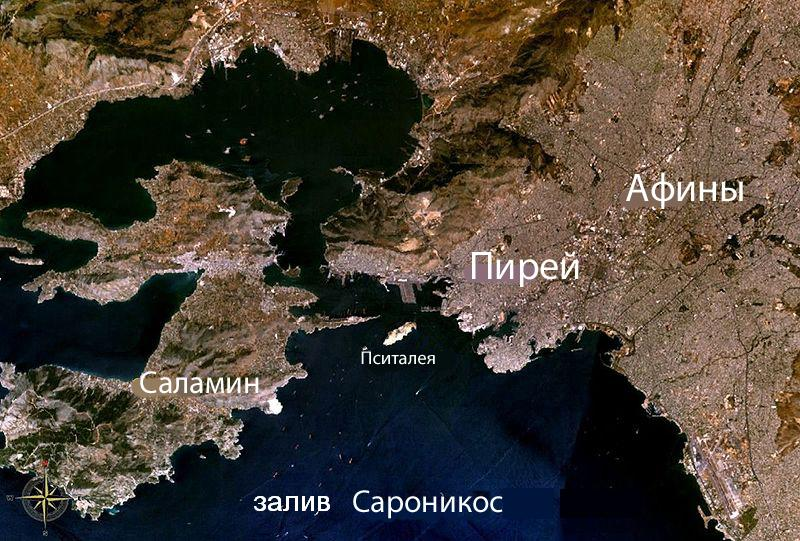
Пситталея и окрестности

По инициативе Фемистокла народное собрание приняло постановление о досрочном возвращении изгнанников. Фемистокл пошёл на это, чтобы восстановить единство гражданского коллектива, а также из опасений, что изгнанники перейдут на сторону персов. В 1960 году была найдена и опубликована табличка с декретами Фемистокла. Её содержание во многом совпадает с записями античных классиков. В ней говорится о мобилизации всего мужского населения, об эвакуации женщин, стариков и детей на остров Саламин и в Трезен, о возвращении изгнанных из Афин граждан для общей борьбы. Аристид прибыл с Эгины, с трудом избежав преследования персидских сторожевых кораблей. Отложив все свои конфликты с Фемистоклом, он выразил готовность служить под его началом. Во главе отряда гоплитов Аристид был направлен на расположенный в проливе небольшой остров Пситталею, имевший в последующей битве важное стратегическое значение. После очистки от персидского гарнизона остров стал плацдармом греков. В ходе сражения греческий отряд уничтожал или брал в плен спасавшихся с тонущих кораблей варваров.
После сражения между греческими военачальниками состоялся совет. Фемистокл предложил разрушить мосты в Геллеспонте, чтобы «захватить Азию в Европе». Аристид оппонировал ему:

Теперь мы воевали с варваром, преданным неге; а если мы запрём его в Элладе и человека, имеющего под своей властью такие силы, страхом доведём до последней крайности, то уж он не будет больше сидеть под золотым балдахином и спокойно смотреть на сражение, а пойдёт на всё, сам, пред лицом опасности, станет участвовать во всех действиях, исправит упущения и примет лучшие меры для спасения всего в целом. Поэтому, Фемистокл, — прибавил он, — не следует нам разрушать существующий мост, а если можно, построить ещё второй и поскорее выбросить этого молодца из Европы.

Затем греческий флот отплыл в Пагасскую гавань и зимовал там. Фемистокл предложил народному собранию «план, полезный и спасительный для афинян, но что нельзя говорить о нём при всех». Аристиду поручили его выслушать. Узнав, что тот замышляет сжечь весь союзный флот греков, чтобы Афины остались единственным полисом Эллады с военно-морским флотом, он сообщил собранию, «что нет ничего полезнее, но в то же время бесчестнее того, что задумал Фемистокл». После этого афиняне приказали Фемистоклу отказаться от этого плана.
около 530 до н. э. — рождение Аристида 
 около 507 до н. э. — Аристид состоит в окружении реформатора Клисфена 
 490 до н. э. — участие в Марафонской битве 
 489/488 до н. э. — архонтство Аристида 
 487 до н. э. — реформа архонтата 
 482 до н. э. — остракизм. Аристид удаляется на Эгину 
 480 до н. э. — досрочное возвращение из изгнания. Участие в битве при Саламине 
 479 до н. э. — командование афинским отрядом в битве при Платеях 
 478 до н. э. — командование афинским флотом в Эгейском море. Уход от политической деятельности 
 467 до н. э. — постановка трагедии Эсхила «Семеро против Фив» 
 467 или 466 до н. э. — смерть Аристида
Один из главных военачальников Ксеркса Мардоний обратился к царю с просьбой оставить ему часть сухопутного войска для дальнейшей войны. После недолгих раздумий Ксеркс согласился. Мардоний со своей армией остановился на зимние квартиры в Фессалии и Беотии, а афиняне смогли вернуться в разграбленный город. Зимой греческие союзники вновь собрались в Коринфе для празднования победы и обсуждения дальнейших военных действий.
Аристид был избран стратегом на 479/478 год до н. э. На некоторое время он стал первым лицом в Афинах, оттеснив Фемистокла. Аристид был инициатором заключения союза трёх аристократических родов — Алкмеонидов, Филаидов и Кериков, направленного против народной «партии» Фемистокла. Афины оказались в сложном положении ввиду близкой опасности со стороны персидской армии Мардония, в то время как спартанцы находились на Пелопоннесе и строили оборонительные сооружения на Истме. Мардоний вступил в переговоры с афинянами и предложил им сепаратный мир. При обсуждении в Народном собрании Аристид настоял на том, чтобы отказать персам. Тогда Мардоний занял Афины, а афинянам вновь пришлось эвакуироваться на Саламин. В Спарту по предложению Аристида было отправлено посольство с требованием о помощи. Была высказана угроза, что в случае отказа «афиняне сами найдут средство спасения». В результате войско во главе с регентом малолетнего сына погибшего царя Леонида Плистарха Павсанием отправилось в поход.
В Беотию было направлено афинское ополчение численностью 8 тысяч человек под командованием Аристида. Плутарх утверждал, что Аристид был стратегом-автократором (стратегом с неограниченными полномочиями на время ведения боевых действий). Битва при Платеях закончилась сокрушительным поражением персов. После битвы разгорелся спор между афинянами и спартанцами о том, кому отдать награду за храбрость. Аристид уговорил спорящих передать награду какому-нибудь третьему городу. В конце концов выбрали Платеи, жители которых были верными союзниками афинян. Кроме того, Аристид предложил проводить в Платеях общегреческие регулярные игры Элевтерии в честь освобождения от персидской опасности.
Битвами при Платеях и Микале закончился самый важный этап греко-персидских войн. Теперь инициатива перешла к грекам. Их новой целью стало освобождение Ионии и близлежащих островов от персидского владычества. Здесь возникли противоречия между Афинами и Спартой. Афиняне хотели перенести театр военных действий на территорию Персии и освободить греческие города Малой Азии. Спартанцы были довольны уже тем, что опасность миновала, и не имели большого флота для отправки его в Ионию. Ещё одним поводом для обострения отношений стало строительство вокруг Афин мощных оборонительных стен. Спарта восприняла это как жест недружелюбия в свой адрес. Главным инициатором строительства был Фемистокл, но Аристид принимал участие и в руководстве работами, и в переговорах со спартанцами.
В кампании 478 года до н. э. командующим греческим флотом был Павсаний, а самым большим флотом в составе греческого командовали стратеги Аристид и Кимон. На сторону греков переходили полисы Малой Азии и отправляли к ним свои корабли. Командующий Павсаний, возгордившись своими успехами, вёл себя жёстко и высокомерно по отношению к ионийцам, что вызвало их недовольство.
«С начальниками союзников Павсаний разговаривал всегда сурово и сердито, а простых воинов наказывал палками или заставлял стоять целый день с железным якорем на плечах. Никому не разрешалось раньше спартанцев набрать соломы на подстилку, принести сена коням или подойти к источнику и зачерпнуть воды — ослушников слуги гнали прочь плетьми».

Делосский союз в начале Пелопоннесской войны

Аристид и Кимон, напротив, проявляли мягкость по отношению к ионийцам. Однажды Аристид упрекнул Павсания в его грубом поведении с ионийскими союзниками, но тот заявил, что ему «недосуг», и не стал его слушать. Наконец, ионийцы сказали, что будут подчиняться только афинянам. Спартанские эфоры были вынуждены официально отстранить Павсания от командования флотом. Спарта вышла из войны.
По инициативе Аристида был образован новый военный союз для продолжения борьбы с Персией. В него изначально входили Афины и греческие города Малой Азии. Номинальным центром симмахии стал остров Делос, поэтому и союз назывался Делосским (также известен как первый Афинский морской союз). Аристид также задумал организацию союза. Одни, самые могущественные члены союза, высылали в союзный флот свои эскадры, другие вносили взносы (форос) в общую казну на Делосе.

## Уход от политической деятельности
После 478 года до н. э. Аристид отошёл от политической деятельности. Он не подвергся опале, как Фемистокл, которого начали обвинять его противники. Аристид не стал принимать участие в травле Фемистокла, в которой участвовали Кимон, Алкмеон и другие политики.
В 467 году до н. э. драматург Эсхил представил свою новую трагедию «Семеро против Фив». Она, как и другие драмы V века до н. э., была проникнута актуальной политической проблематикой. Когда со сцены прозвучала характеристика одного из персонажей драмы, Амфиарая:
Он справедливым быть желает, а не слыть.
С глубокой борозды ума снимает он
Советов добрых жатву,
«все взоры обратились к Аристиду, который, как никто другой, приблизился к этому образцу добродетели».
Аристид умер в 467 или 466 году до н. э. Непот писал, что Аристид скончался «примерно на пятом году после изгнания Фемистокла». Скорее всего, остракизм Фемистокла произошёл весной 470 года до н. э. Другой вариант датировки этого события — 471 год до н. э. Аристид умер в Афинах и был похоронен за государственный счёт. Плутарх передаёт версию, что Аристид умер в Понте, куда его отправили по общественным делам. Был похоронен в Фалере, где и во времена Плутарха (I век н. э.) всё ещё можно было увидеть его могилу.

## Личность
Уже современники воспринимали Аристида как воплощение добродетелей, в высшей степени честного человека. Популярность Аристиду создали его нравственные достоинства — благородство, справедливость, неподкупность. В трудах античных историков Аристид характеризуется однозначно позитивно. Известный антиковед И. Е. Суриков писал:
«Наиболее своеобразной чертой в формировании нарративной традиции об Аристиде представляется нам именно то обстоятельство, что он входит в эту традицию как-то сразу с однозначно позитивной репутацией. Такого, пожалуй, нельзя сказать ни об одном другом политическом деятеле классических Афин. Обо всех остальных — будь то Фемистокл или Кимон, Никий или Алкивиад, Ферамен или … Демосфен — встречаем самые разноречивые мнения, от хвалебных до уничижительных. Даже личность и деятельность Перикла оценивались античными авторами отнюдь не только в благом свете. Аристид здесь — ярко выраженное исключение. Он — только справедливый, честный, неподкупный, ни об одном его недостатке нигде и никогда не упоминается. И, наверное, это не случайно. Коль скоро самые придирчивые из современников не нашли повода придраться к нему, стало быть, он и в действительности был едва ли не безгрешен?»
Почти на всём протяжении своей политической деятельности Аристид занимал позицию политика вне группировок — позицию уникальную, отличавшую его от всех остальных государственных деятелей его времени. При этом он не изолировался от других участников политической борьбы, но занимал равноудалённое положение по отношению ко всем политическим силам Афин. Он был открыт для диалога или сотрудничества с другим политиком, но лишь в тех случаях, когда видел, что это будет на благо Афинам. Причиной восхищённого удивления современников была «справедливость» Аристида — он всегда ставил общегосударственные интересы выше личных и групповых.

### Дети и потомки
Имя жены Аристида неизвестно. У него были сын Лисимах и две дочери. После смерти отца Лисимах получил «сто мин серебром и сто плефров уже засеянной пашни, а также, по предложению Алкивиада, четыре драхмы на каждый день», а дочери были вынуждены просить приданое у государства.
Дочь Лисимаха и внучка Аристида после смерти отца также получала содержание. У Лисимаха были сыновья — Аристид, который дружил с отцом Сократа Софрониском, и Лисимах, который был очень бедным и зарабатывал толкованием снов.
Многие авторы писали, что у Сократа была вторая жена, Мирто, которая была родственницей Аристида Справедливого. В разных источниках она то дочь, то внучка, то правнучка Аристида.

### Политические взгляды

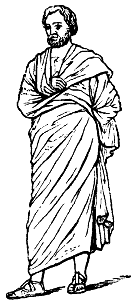
Аристид. Иллюстрация из «Nordisk familjebok» (1920)

Среди античных авторов нет единого мнения по поводу того, каких конкретно политических взглядов он придерживался. Аристотель считал его политиком демократической ориентации, как и Фемистокла. Плутарх, наоборот, показывает Аристида как сторонника аристократии, в противоположность Фемистоклу. В историографии закрепилась именно эта модель: Фемистокл — демократ и радикал, а Аристид — консерватор и аристократ (Плутарх добавляет, что «среди государственных деятелей он более всего восхищался лакедемонянином Ликургом и стремился ему подражать»).
В действительности, Аристид не был ни демократом-радикалом, ни сторонником олигархии. Он выступал прежде всего за благо государства как целого, а не какой-то определённой группы или сословия. В разных ситуациях он мог быть как противником Фемистокла, так и его союзником, в зависимости от того, будет ли это на благо Афинам. Аристид симпатизировал умеренной форме демократии и, возможно, восхищался какими-то чертами государственного строя Спарты. Он явно был противником радикальных действий, и его взгляды были консервативными.
Тот факт, что Аристид не принадлежал ни к какой группировке, необычен в условиях обострения внутриполитической борьбы в демократических Афинах. Он всегда был готов к конструктивному диалогу и сотрудничеству с любым политиком, даже из своих противников, и мог переменить свою точку зрения, если убеждался в правоте другого. Может показаться, что взгляды Аристида были непостоянными, ведь он не имел собственной группировки и только по обстоятельствам примыкал то к одной, то к другой. Плутарх, напротив, писал, что взгляды Аристида были твёрдыми в противоположность непостоянству других политиков. Именно Аристид воспринимался как образец постоянства в политике.

### Полководческие способности
Аристид не был крупным полководцем. Так как его избирали стратегом, ему приходилось принимать на себя командование войсками. Аристотель писал, что Аристид был искусен в гражданских делах, а Фемистокл — в военных. Уже современниками Аристид воспринимался не столько как «муж войны», сколько как «муж совета». Непот склонен скорее отказывать Аристиду в военных талантах, хотя и включил его биографию в свой сборник «О знаменитых иноземных полководцах». Его принципы в военной сфере заключались в предпочтении морским силам сухопутных. Такой позиции он придерживался в ходе внутриполитической борьбы с Фемистоклом в 480-е годы до н. э., и в этом виден его определённый консерватизм. Более дальновидным оказался Фемистокл, считавший, что нужно создать в Афинах мощный флот, который мог бы противостоять персидскому. Это был единственный крупный промах Аристида. Впрочем, он мог предвидеть последствия «морской программы» Фемистокла, которые заключались в усилении роли беднейших граждан и радикализации афинской демократии.
В военных действиях Аристид впервые прославился во время битвы при Марафоне. Перед битвой он передал Мильтиаду командование армией, а во время битвы храбро сражался плечом к плечу с Фемистоклом в центре строя. В битве при Саламине Аристид командовал сухопутными войсками на острове Пситталея и брал в плен или уничтожал пытавшихся спастись персов. Вновь избранный стратегом в 479 году до н. э., он вместе с Кимоном командовал афинским флотом в Эгейском море. Это был единственный случай, когда Аристид командовал морскими силами. В то же время это был пик его карьеры.

### Взаимоотношения с Фемистоклом
В древних источниках Аристид и Фемистокл обычно предстают непримиримыми антагонистами. Мотив их противостояния занимает заметное место в биографиях Плутарха. Политическая борьба Аристида и Фемистокла в 80-е годы V века до н. э. действительно была ожесточённой. После одной из таких стычек Аристид даже пошутил, сказав, «что афиняне до тех пор не будут в безопасности, пока не сбросят их обоих — и Фемистокла, и его самого — в пропасть».
Однако историк И. Е. Суриков считает, что отношения Аристида и Фемистокла вряд ли следует расценивать как враждебные. В источниках моменты вражды и противостояния оказываются особенно акцентированными, ведь тут противопоставляются друг другу два полярно несхожих деятеля: с одной стороны, Фемистокл, талантливый и яркий, но беспринципный; с другой — Аристид, может быть, не такой одарённый, но по моральным качествам представляющий собой идеального гражданина.
Упоминание об их вражде встречается уже у Геродота. Но там не упоминается, что вражда была постоянной, а описывается только конкретная ситуация, связанная с остракизмом Аристида. Аристотель считает их скорее союзниками, разделившими сферы деятельности. У более поздних авторов противостояние Аристида и Фемистокла выставляется на первый план, затмевая их сотрудничество.
В то же время факт их вражды никак нельзя отрицать, так как они были очень разными людьми и по политическим, и по этическим взглядам. В случае необходимости они могли и забыть разногласия. Плутарх писал:
Однажды он был отправлен в посольство вместе с Фемистоклом, хоть они и враждовали. «Давай, Фемистокл, — сказал он, — оставим нашу вражду на границе, а когда будем возвращаться, тогда, если хочешь, подберём её опять».
Противостояние Аристида и Фемистокла не было постоянным. В первой половине 480-х годов они почти не враждовали, а их решительное столкновение произошло в 482 году до н. э. Из-за Фемистокла Аристид был изгнан, а в 480 году до н. э. по его же декрету возвращён. В начале 470-х годов Аристид борется с Фемистоклом, создав в противовес ему аристократическую группировку. В конце концов Фемистокл потерял своё влияние и был изгнан.

## Образ Аристида в искусстве

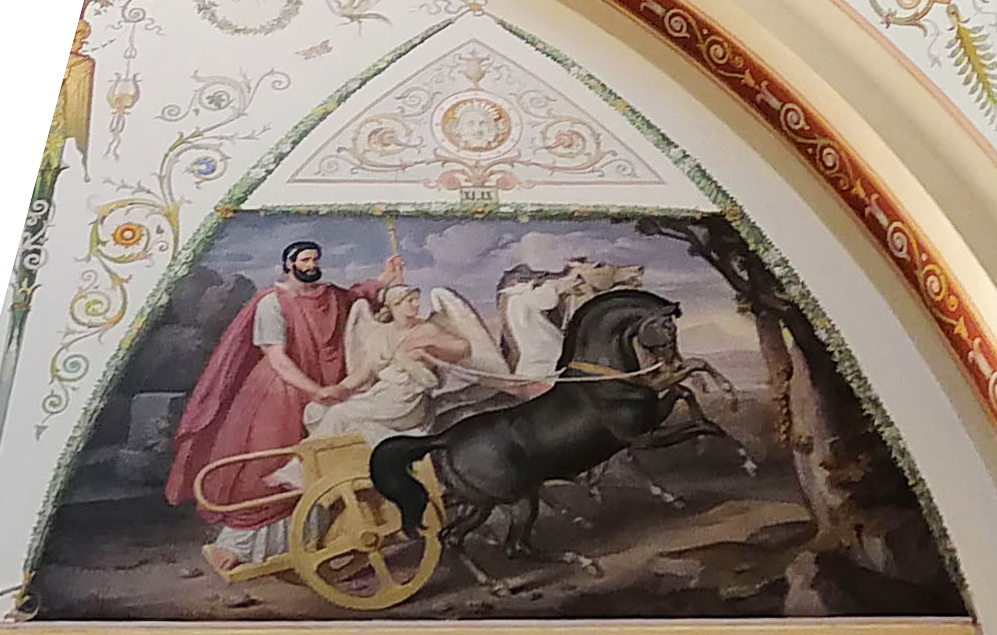
Реконструкция портрета XIX века

Портрет тирана Аристида работы учеников Мелантия, среди которых был и Апеллес, был знаменит. История с этим портретом описана Плутархом, (причём Плутарх называет художника Меланфом, а тирана — Аристратом): «Арат, который, освободив город, уничтожил все изображения тираннов, долго раздумывал, как поступить с картиною, изображающей Аристрата <…> картину писали все ученики Меланфа, и <…> в работе участвовал сам Апеллес. Аристрат стоял на колеснице рядом с богинею Победы, и картина была так хороша, что Арат сперва смягчился, тронутый совершенством письма, но тотчас же ненависть к тираннам взяла верх, и он приказал вынести и разбить доску. Тогда <…> живописец Неалк, друг Арата, заплакал и стал просить его сжалиться, но ни слезы, ни мольбы не помогли, и Неалк воскликнул, что воевать надо против тираннов, а не против их сокровищ. „Давай оставим хотя бы колесницу и Победу, — предложил Неалк, — а самого Аристрата я уберу“. Арат согласился, и Неалк стер Аристрата и на его месте написал только пальму, не решившись прибавить ничего иного. Рассказывают, что оставались видны и ноги тиранна, частично скрытые колесницей».
Аристид как главный противник Фемистокла является персонажем нескольких исторических романов, посвящённых Фемистоклу. В частности, это «Герой Саламина» Л. Воронковой и «Фемистокл» В. Поротникова.

### Исследования
на русском языке
- Курциус Э. История Древней Греции. — Минск: Харвест, 2002. — Т. 2. — 416 с. — 3000 экз. — ISBN 985-13-1119-7.
- Новиков С. В., Селиванова Л. Л., Стрелков А. В. История Древней Греции. — М.: АСТ, Астрель, Хранитель, 2006.
- Строгецкий В. М. Полис и империя в классической Греции. — Н. Новгород, 1991. — С. 35—44.
- Суриков И. Е. Аристид: политик вне группировок // Античная Греция : политики в контексте эпохи: время расцвета демократии. — М.: Наука, 2008. — 383 с. — ISBN 978-5-02-036984-9.

на английском языке
- Harvey D. The Conspiracy of Agasias and Aischines (Plutarch, Aristeides 13) // Klio. — 1984. — Vol. 66, № 1. — P. 58—73.
- Holland T. Persian Fire: The First World Empire and the Battle for the West. — New York: Doubleday, 2005. — ISBN 0385513119.
- Shapiro H. A. Kallias Kratiou Alopetheken // Hesperia. — 1982. — Т. 51, № 1. — С. 69—73.

на немецком языке
- Raubitschek A. E. Die Ruckkehr des Aristeides // Historia. — 1959. — Т. 8, № 1. — С. 127—128.

на итальянском языке
- Calabi Limentani I. Aristide il Giusto. Fortuna di un nome // RIL. — 1960. — № 94. — С. 43—67.
- Piccirilli L. Aristide di Egina? Per l‘interpretazione degli ostraka Agora inv. P. 9945 e P 5878 // Zeitschrift für Papyrologie und Epigraphik. — 1983. — № 51. — С. 169—176.
- Piccirilli L. Temistocle, Aristide, Cimone, Tucidide di Melesia fra politica e propaganda. — Genova: Il Melangolo, 1987. — 168 p. — (Series historica, Università).